# Fuentestrún
Fuentestrún település Spanyolországban, Soria tartományban. Fuentestrún Trévago, Valdelagua del Cerro, Castilruiz és Matalebreras községekkel határos. Lakosainak száma 52 fő (2024).

## Népesség
A település népessége az elmúlt években az alábbi módon változott:
| Lakosok száma | 72   | 78   | 56   | 56   | 57   | 54   | 40   | 43   | 39   | 52   |
|               | 2001 | 2004 | 2007 | 2009 | 2012 | 2014 | 2017 | 2019 | 2022 | 2024 |